# Calcaretropidia madagascariensis
Calcaretropidia madagascariensis är en tvåvingeart som beskrevs av Keiser 1971. Calcaretropidia madagascariensis ingår i släktet Calcaretropidia och familjen blomflugor.
Artens utbredningsområde är Madagaskar. Inga underarter finns listade i Catalogue of Life.